# Ferit Melen
Ferit Melen, född 1906 i Van, Turkiet, död den 3 september 1988 i Ankara, var en turkisk politiker och medlem av republikanska folkpartiet.

## Biografi
Efter avslutade gymnasiestudier i Bursa, tog Melen en examen i ekonomi vid Handelshögskolan för statsvetenskap vid Ankara universitet 1931. Han tillträdde en statlig tjänst direkt efter sin examen, och skickades till Paris för en praktikplats på finansministeriet där. Efter ett år återvände han hem och arbetade i flera tjänster på finansministeriet som inspektör. År 1943 blev han befordrad till generaldirektör i ministeriet.
Melen gick in i politiken som suppleant för Van-provinsen för Cumhuriyet Halk Partisi, CHP (Republikanska folkpartiet) efter de allmänna valen 1950. Efter utgången av mandatperioden, ställde han inte upp i parlamentetsvalet 1954, utan återvände till sitt yrke för att arbeta som auktoriserad revisor. År 1957 återvaldes han till parlamentet, som ersättare för Van-provinsen.
Melen var finansminister i två av İsmet İnönüs regeringar mellan 25 juni 1962 och 20 februari 1965 men utan anknytning till parlamentet. Han lämnade sitt parti CHP tillsammans med 47 andra kolleger för att tillsammans den 12 maj 1967 omdana Güven Partisi GP (Reliance Party), som nu kallades Cumhuriyetçi Güven Partisi, CGP (Republican Reliance Party) efter fusionen med Cumhuriyetçi Parti, CP (republikanska partiet) den 28 februari 1973. 
Melen tjänstgjorde också som försvarsminister i Nihat Erims två regeringar från 26 mars 1971 till 22 maj 1972. Efter Nihat Erims avgång utsågs han till premiärminister i en militärstödd koalitionsregering, som satt till den 15 april 1973. Mellan 31 mars 1975 och 21 juni 1977 tjänstgjorde han en andra gång som försvarsminister i Süleyman Demirels regering.
Under tiden från 7 juni 1964 till 14 oktober 1979 var Melen medlem i senaten som representant för Van-provinsen. Den 12 juli 1980 utsågs han åter till senator men fick avgå den 12 september 1980 efter en militärkuppen. Han valdes sedan till turkiska nationalförsamlingen i valet 1983 som kandidat för nationalistiska demokratiska partiet (MDP).